# Carla Philip Røder
Carla Philip Røder (født 8. september 1998), også kendt som Carla Valentina Røder, er en dansk skuespillerinde.

## Uddannelse og karriere
Carla Røder er autodidakt, men er under uddannelse på Den Danske Scenekunstskole 2020-2023. Hun er datter af grafisk designer Tobias Røder og caster Anja Philip. I 2018 blev hun nomineret til Fremtidsprisen af Soundvenue.

## Filmografi

### Film
| År   | Film                 | Rolle       | Instruktør               | Noter           |
| ---- | -------------------- | ----------- | ------------------------ | --------------- |
| 2005 | Pigen med fletningen | Medvirkende | Jytte Rex                | Dokumentarfilm  |
| 2018 | Team Albert          | Louise      | Frederik Meldal Nørgaard |                 |
| 2019 | Himmelknald          | Engel       | Andrea Stief             | Kortfilm        |
| 2019 | Dronningen           | Amanda      | May el-Toukhy            |                 |
| 2020 | Kød og blod          | Anna        | Jeanette Nordahl         | Efterproduktion |

### Tv-serier
| År   | Film                    | Rolle               | Instruktør                    | Noter                      |
| ---- | ----------------------- | ------------------- | ----------------------------- | -------------------------- |
| 2006 | Krøniken                | Lille Marie         | Charlotte Sieling             | 2 episoder                 |
| 2008 | Løgnhalsen              | Pige                | Carl Quist Møller             | 2 episoder                 |
| 2018 | Friheden                | Restaurantchef      | Mikkel Serup                  | 1 episode                  |
| 2018 | The Rain                | Leas klassekammerat | Natasha Arthy & Kenneth Kainz | Episode: "Have Faith"      |
| 2019 | Yes No Maybe            | Milla               | Mads Rosenkrantz Grage        | 8 episoder                 |
| 2020 | Når støvet har lagt sig | Trisse              | Milad Alami                   | Under optagelse; 1 episode |